# Ga Hàm Nghi
Ga Hàm Nghi là một trong các nhà ga của Tuyến số 2 nằm tại quận 1, Thành phố Hồ Chí Minh. 
Nhà ga nằm trên đường Hàm Nghi, phía Đông giáp sông Sài Gòn, phía Tây Trường Cao đẳng Kỹ thuật Cao Thắng, phía Bắc giáp tòa nhà Bitexco.